# Pietzmoor

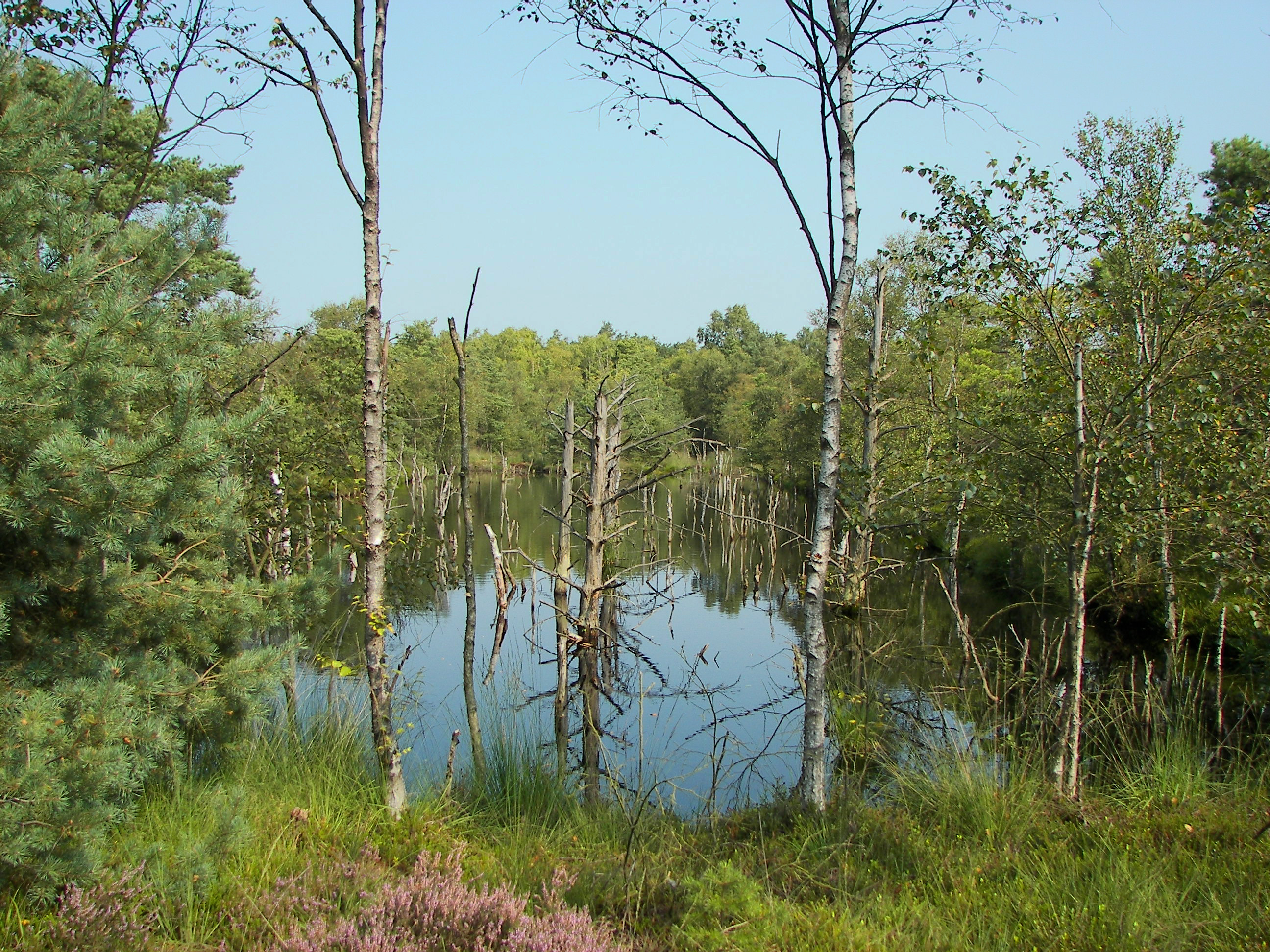
Pietzmoor

El Pietzmoor (literalmente "Pietz Bog") es una zona pantanosa al sureste de la ciudad de Schneverdingen, Baja Sajonia, Alemania.

## Geografía
El Pietzmoor es la zona contigua más grande de pantano en el brezal de Luneburgo. El pantano se encuentra al sureste de la ciudad de Schneverdingen y limita al sur con el pueblo de Heber.
El Pietzmoor tiene una profundidad de turba promedio de 4 m, su espesor máximo es de 7.5 m. El pantano es el origen de los ríos Böhme y Veerse .

## Historia
El pantano lleva el nombre del pequeño pueblo de Pietz.
Durante siglos, el pantano proporcionó turba a los habitantes de los pueblos circundantes como combustible.

Hoy en día, Pietzmoor es un destino turístico en la reserva natural del brezal de Lüneburg con una superficie de 2,5 km². Dos caminos de tablas, de 4,8 km y 6,6 km de largo, atraviesan el terreno pantanoso.

Flora y fauna en Pietzmoor
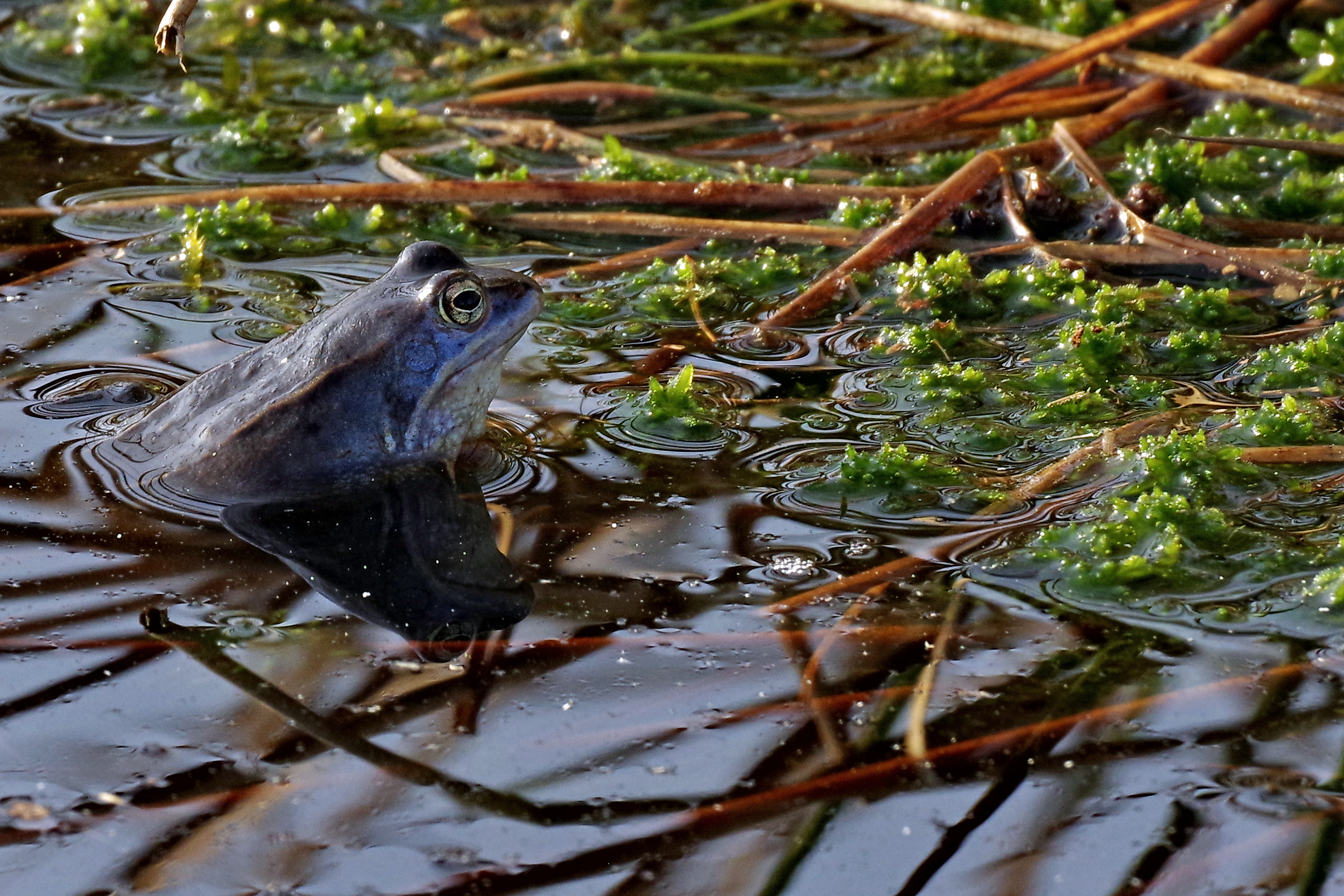
Macho de rana moro en el Pietzmoor durante la época de desove
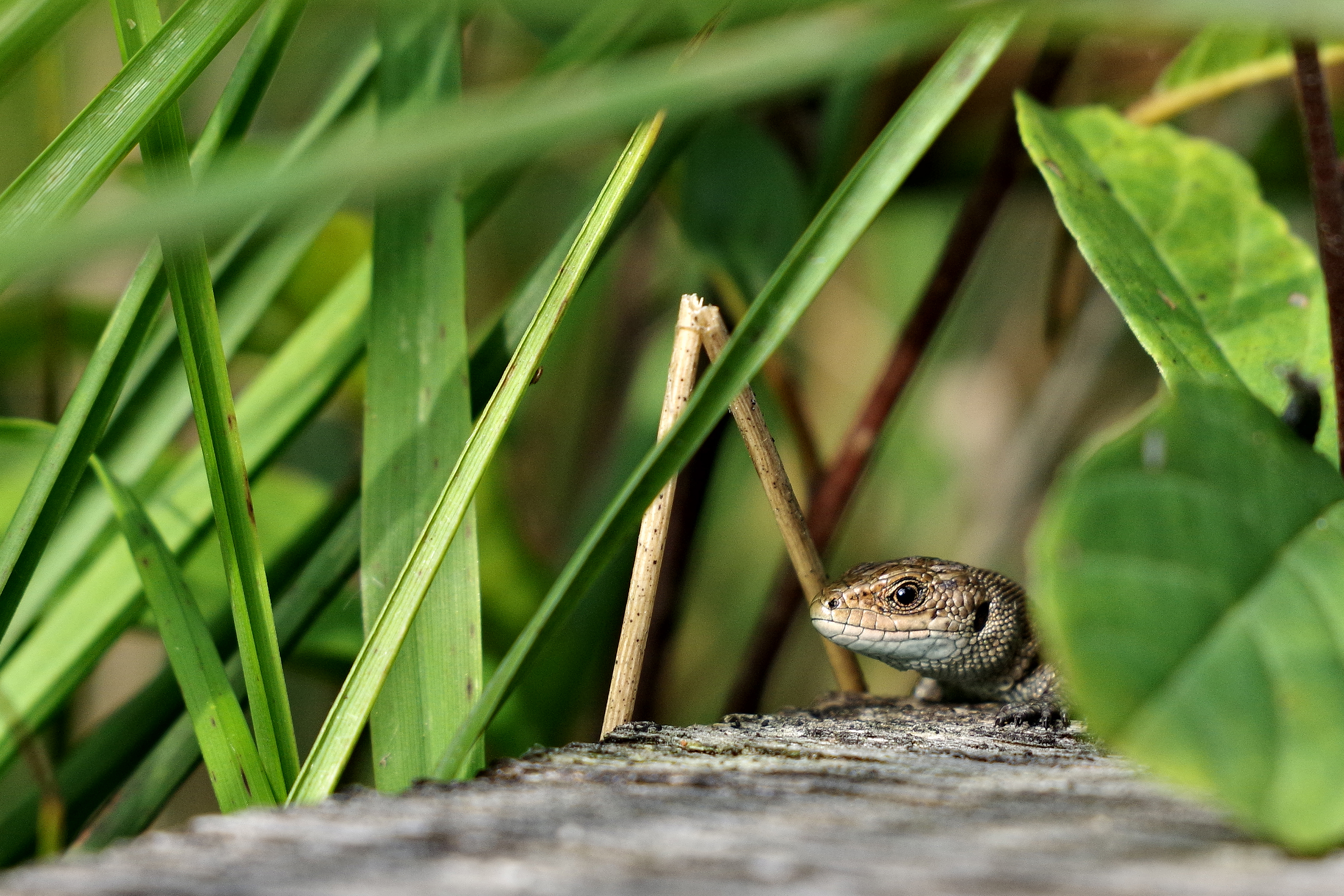
Lagartija juvenil en el paseo de Pietzmoor
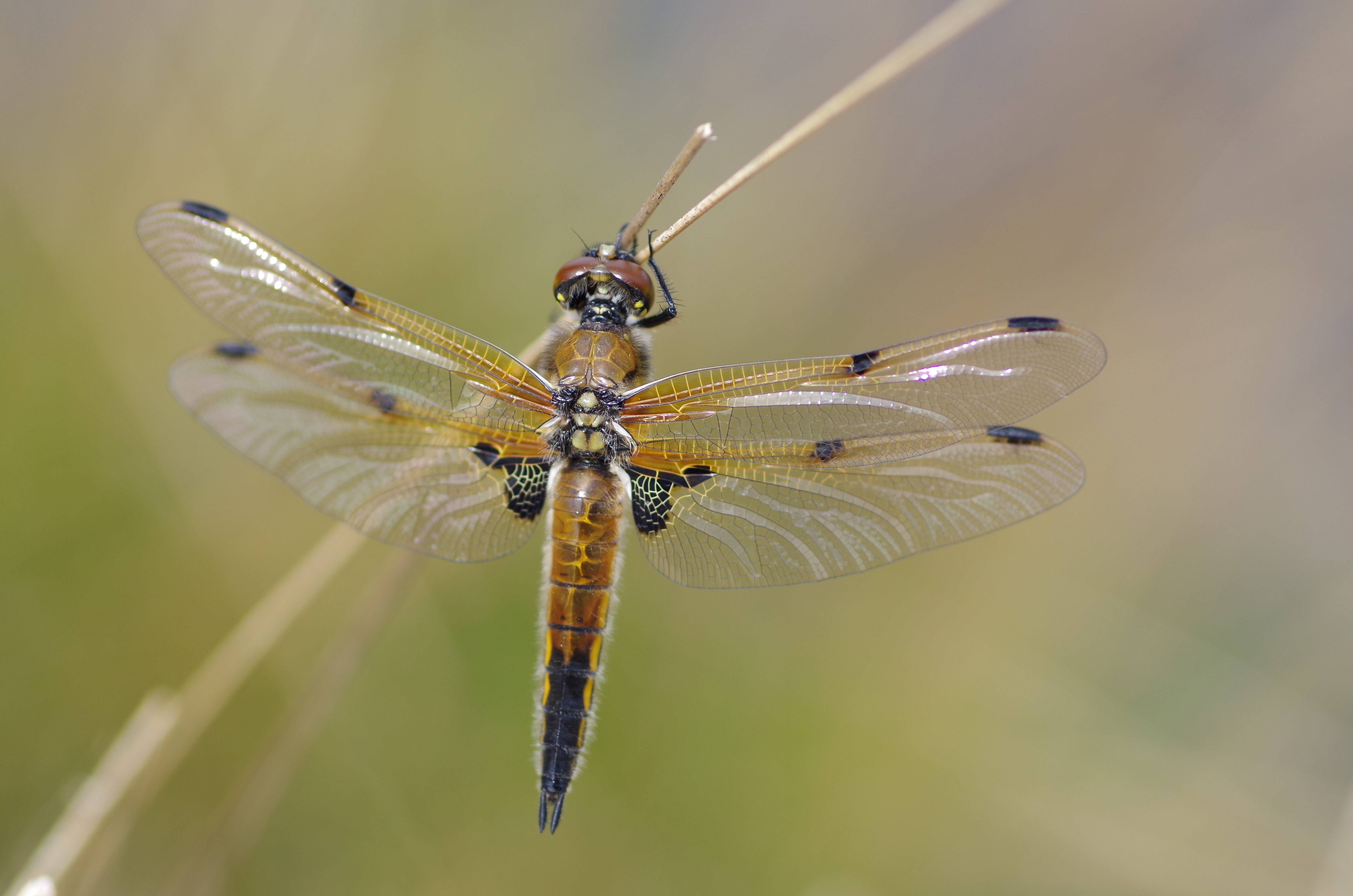
Libélula de cuatro puntos en Pietzmoor
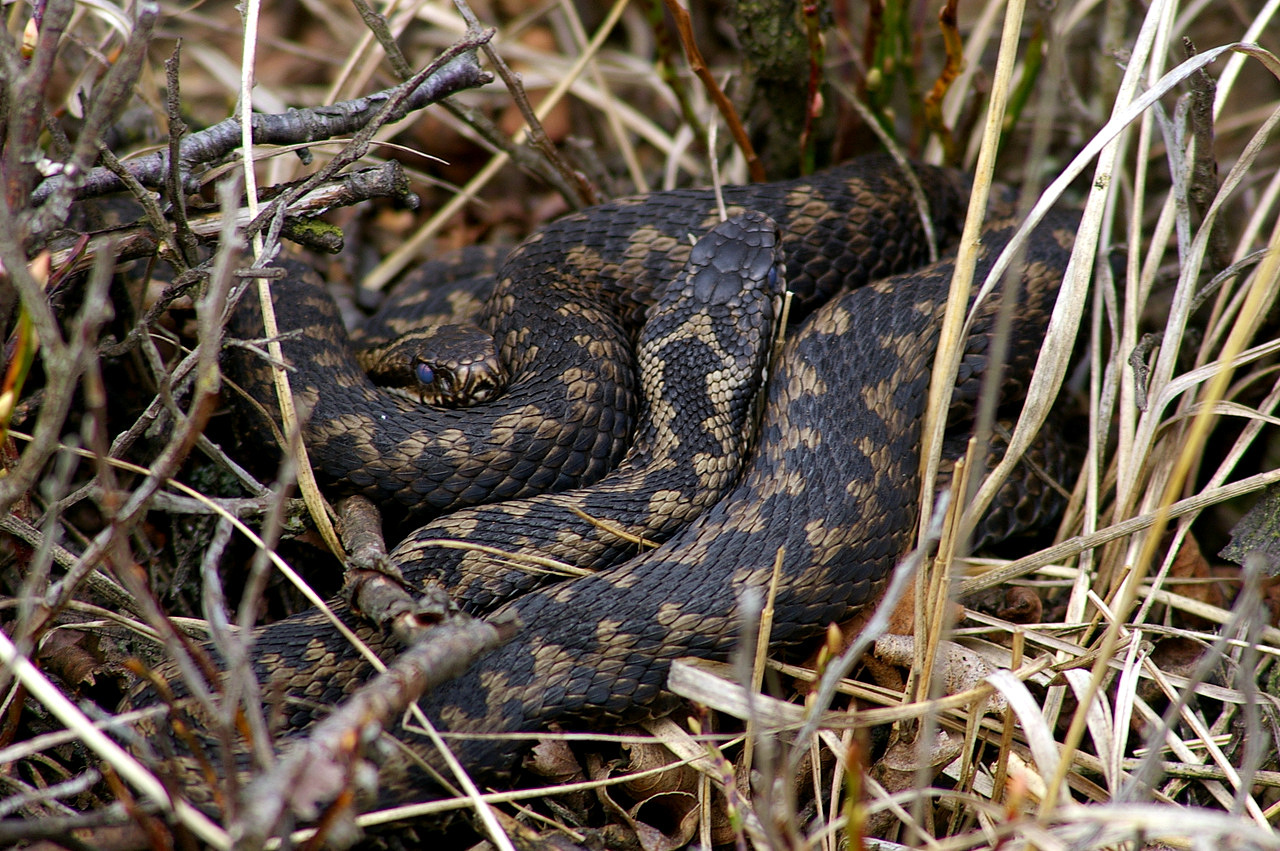
Dos víboras en Pietzmoor